# Taxeotis compar
Taxeotis compar là một loài bướm đêm trong họ Geometridae.